# Gare d'Oostkamp
La gare d'Oostkamp (en néerlandais : station Oostkamp) est une gare ferroviaire belge de la ligne 50A, de Bruxelles-Midi à Ostende, située sur le territoire de la commune d'Oostkamp, dans la province de Flandre-Occidentale en Région flamande.
Elle est mise en service en 1849 par l'administration des chemins de fer de l'État belge. C'est une halte voyageurs de la Société nationale des chemins de fer belges (SNCB) desservie par des trains Omnibus (L) et d’Heure de pointe (P).

## Situation ferroviaire
Établie à 6 mètres d'altitude, la gare d'Oostkamp est située au point kilométrique (PK) 86,456 de la ligne 50A, de Bruxelles-Midi à Ostende, entre les gares de Beernem et de Bruges.

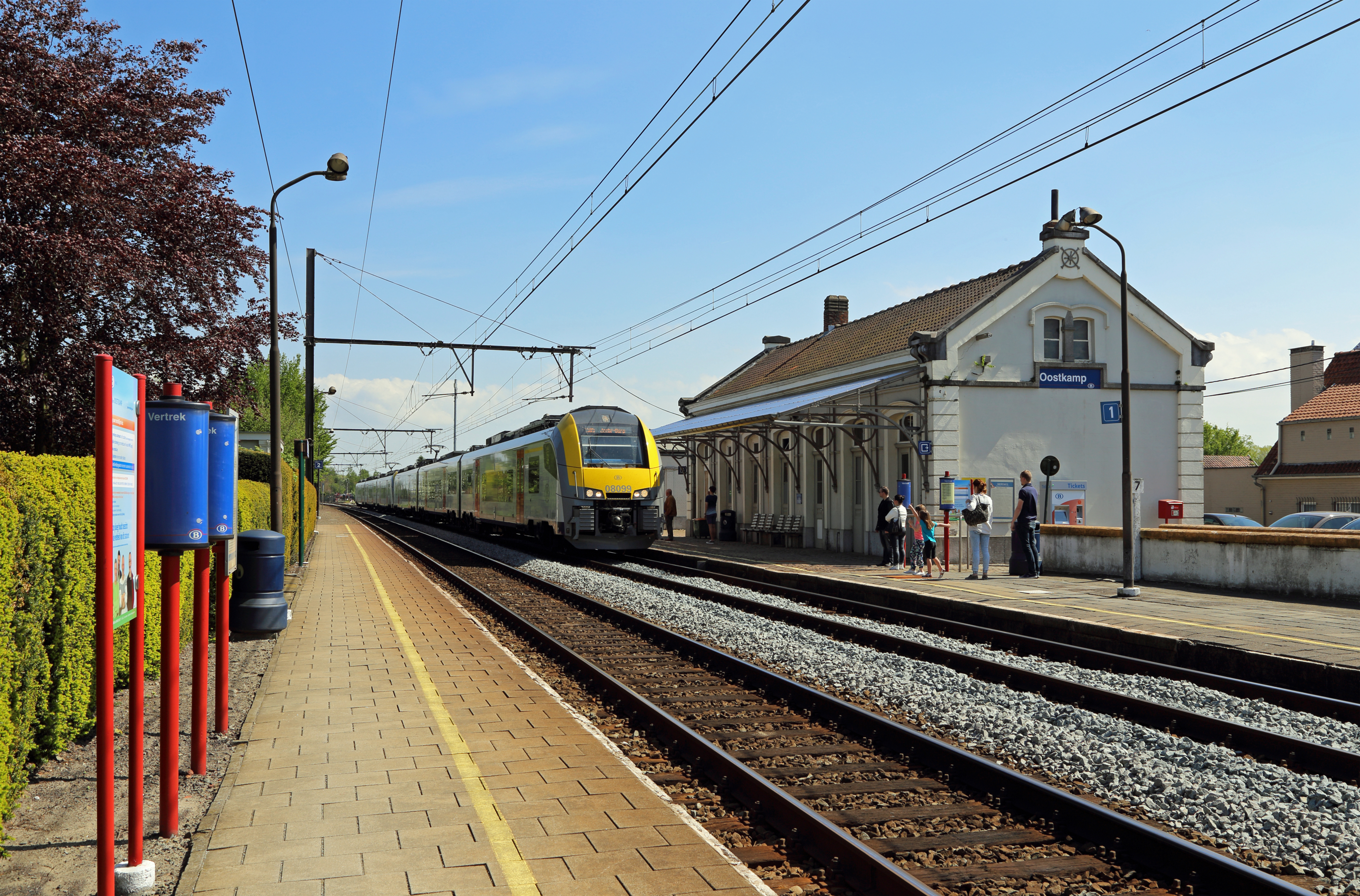
Train en gare.

## Histoire
L'arrêt dénommé « barrière 54 » est mis en service le 1er janvier 1849 par l'administration des chemins de fer de l'État belge sur la ligne de Gand à Bruges ouverte à l'exploitation en 1838. 

### Premières constructions
Un premier bâtiment est construit en 1859. Le 31 décembre 1860, la halte ne dispose pas de voie d'évitement. Devenu trop petit, un autre bâtiment est mis en service en 1865. Ce bâtiment de brique à un étage était identique à la gare de Boussu-Haine. Il reprenait la forme des gares provisoires à pans de bois hourdis qui furent construites à cette époque (cinq travées sous bâtière avec une corniche centrale et les trois autres murs aveugles) mais il s’agissait de bâtiments en dur construits entièrement en briques avec des pilastres entre chaque travée. Ce bâtiment fut agrandi en 1877.

### La gare de Fouquet

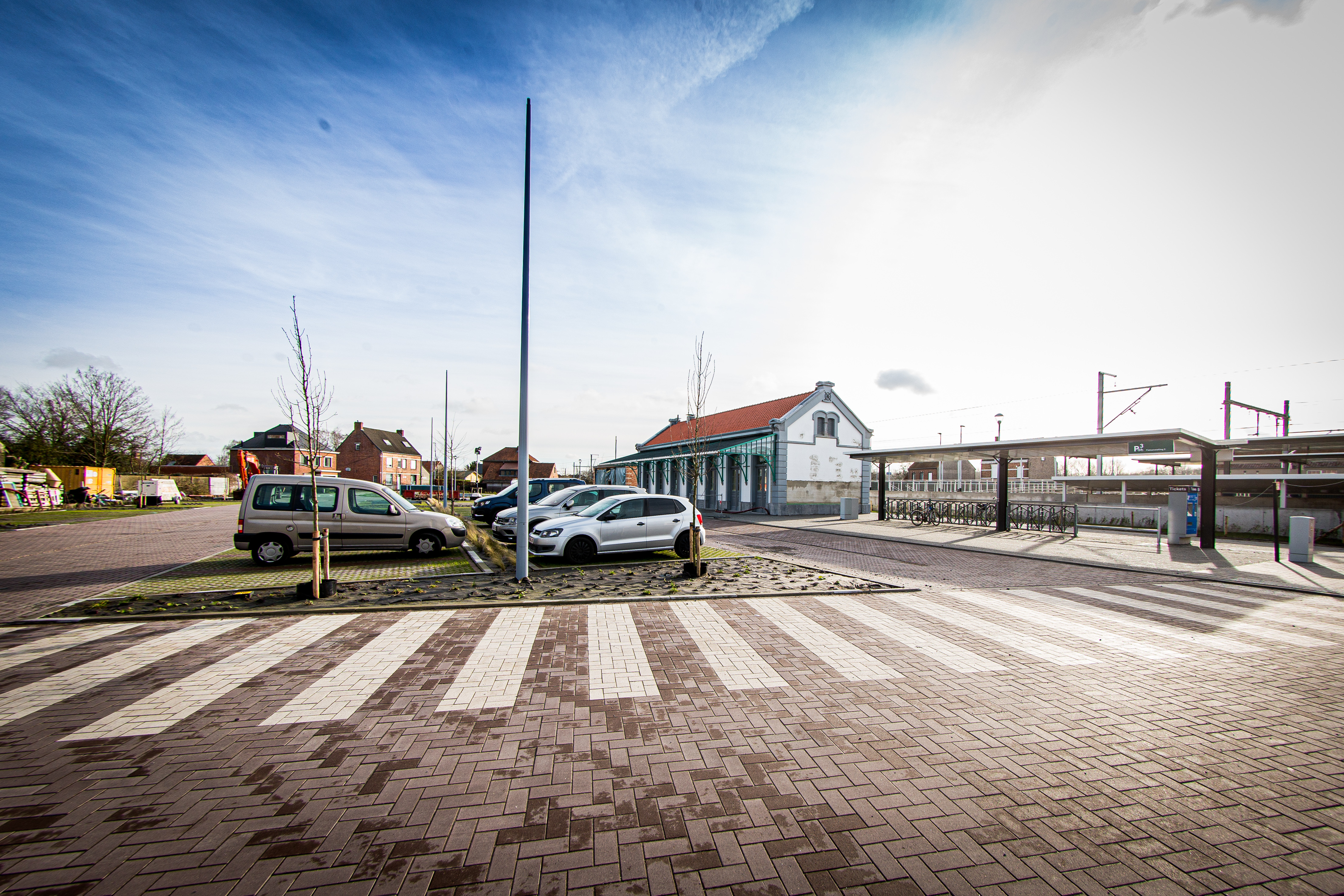
Nouveau parking de l'autre côté des voies et bâtiment déplacé.

En 1889, un nouveau bâtiment de style néo-classique, attribué à l'architecte Henri Fouquet, est édifié pour remplacer le deuxième bâtiment qui devient alors la maison du chef de gare. Les deux bâtiments se trouvaient à quelques mètres de distance. Cette demeure fut finalement démolie en 1953.
La nouvelle gare est un bâtiment à un seul étage, sans logement de fonction, de sept travées sous bâtière. Les angles sont décorés de pilastres à refends et les pignons reçoivent une paire de baies géminées surmontés de couronnements en pierre et d’une couverture des rampants et crossettes en forme de volute. Une marquise de quai est accolée à l’ensemble du bâtiment.
À Oostkamp, pour mettre la ligne 50A à quatre voies, la gare, classée, a été démolie en 2019 après prélèvement de plusieurs éléments d'époque (dont la marquise). Le bâtiment est reconstruit à l'identique, de l'autre côté des voies, utilisé comme salle polyvalente et son abri de quai comme espace de rangement. Les travaux prennent fin au début de 2021.

### Mise à quatre voies de la ligne
La ligne 50A entre Gand et Bruges doit être portée à quatre voies, ce qui a entrainé la destruction de plusieurs gares le long de la ligne (Tronchiennes, Hansbeke, Beernem, etc.), ainsi que la reconstruction des quais des gares qui doivent être à l’occasion rendus plus accessibles et modernes. Pour ce faire, le bâtiment de la gare d'Oostkamp a dû être démoli et une réplique à l'identique a été bâtie de l'autre côté des voies.

## Service des voyageurs

### Accueil
Halte SNCB, c'est un point d'arrêt non géré (PANG) à accès libre. 
Un souterrain permet la traversée des voies et le passage d'un quai à l'autre.

### Desserte
Oostkamp est desservie par des trains Omnibus (L) et d’Heure de pointe (P) de la SNCB, qui effectuent des missions sur la ligne commerciale 50A (Bruxelles - Ostende / Blankenberge / Knokke / Zeebrugge) (voir brochure SNCB).

#### Semaine
Oostkamp est desservie chaque heure par un train L entre Malines et Zeebrugge-Dorp (Zeebrugge-Strand en été) via Bruges, Gand-Saint-Pierre et Termonde.
Plusieurs trains P se rajoutent à cette desserte : un unique train P entre Gand-Saint-Pierre et Bruges le matin, un autre vers midi et un en fin d’après-midi ainsi qu'un unique train P entre Bruges et Gand-Saint-Pierre l’après-midi.

#### Week-ends et fériés
La gare est desservie par des trains L toutes les heures, limités au trajet Zeebrugge-Strand - Bruges - Gand-Saint-Pierre.

### Intermodalité
Un parc pour les vélos et un parking pour les véhicules y sont aménagés. Des bus desservent la gare.

## Comptage voyageurs
Le graphique et le tableau montrent le nombre de passagers qui en moyenne embarquent durant la semaine, le samedi et le dimanche.
| Tabel: Nombre de voyageurs qui embarquent à la gare d'Oostkamp | Tabel: Nombre de voyageurs qui embarquent à la gare d'Oostkamp | Tabel: Nombre de voyageurs qui embarquent à la gare d'Oostkamp | Tabel: Nombre de voyageurs qui embarquent à la gare d'Oostkamp |
|                                                                | Semaine                                                        | Samedi                                                         | Dimanche                                                       |
| -------------------------------------------------------------- | -------------------------------------------------------------- | -------------------------------------------------------------- | -------------------------------------------------------------- |
| 1977                                                           | 295                                                            | 56                                                             | 32                                                             |
| 1978                                                           | 318                                                            | 72                                                             | 55                                                             |
| 1979                                                           | 273                                                            | 83                                                             | 51                                                             |
| 1980                                                           | 281                                                            | 66                                                             | 63                                                             |
| 1981                                                           | 368                                                            | 60                                                             | 57                                                             |
| 1982                                                           | 300                                                            | 40                                                             | 30                                                             |
| 1983                                                           | 479                                                            | 66                                                             | 77                                                             |
| 1984                                                           | 167                                                            | 39                                                             | 65                                                             |
| 1985                                                           | 150                                                            | 42                                                             | 37                                                             |
| 1986                                                           | 219                                                            | 66                                                             | 48                                                             |
| 1987                                                           | 143                                                            | 44                                                             | 44                                                             |
| 1988                                                           | 156                                                            | 42                                                             | 44                                                             |
| 1989                                                           | 120                                                            | 37                                                             | 30                                                             |
| 1990                                                           | 157                                                            | 37                                                             | 48                                                             |
| 1991                                                           | 127                                                            | 37                                                             | 50                                                             |
| 1992                                                           | 159                                                            | 48                                                             | 46                                                             |
| 1993                                                           | 145                                                            | 64                                                             | 52                                                             |
| 1994                                                           | 137                                                            | 43                                                             | 34                                                             |
| 1995                                                           | 107                                                            | 30                                                             | 28                                                             |
| 1996                                                           | 130                                                            | 30                                                             | 35                                                             |
| 1997                                                           | 132                                                            | 46                                                             | 48                                                             |
| 1998                                                           | 123                                                            | 34                                                             | 50                                                             |
| 1999                                                           | 111                                                            | 54                                                             | 50                                                             |
| 2000                                                           | 140                                                            | 67                                                             | 87                                                             |
| 2001                                                           | 168                                                            | 44                                                             | 34                                                             |
| 2002                                                           | 143                                                            | 40                                                             | 44                                                             |
| 2003                                                           | 193                                                            | 46                                                             | 39                                                             |
| 2004                                                           | 162                                                            | 23                                                             | 54                                                             |
| 2005                                                           | 158                                                            | 42                                                             | 52                                                             |
| 2006                                                           | 160                                                            | 68                                                             | 60                                                             |
| 2007                                                           | 177                                                            | 140                                                            | 60                                                             |
| 2008                                                           | -                                                              | -                                                              | -                                                              |
| 2009                                                           | 188                                                            | 66                                                             | 113                                                            |
| 2010                                                           | -                                                              | -                                                              | -                                                              |
| 2011                                                           | -                                                              | -                                                              | -                                                              |
| 2012                                                           | 226                                                            | 63                                                             | 101                                                            |
| 2013                                                           | 235                                                            | 87                                                             | 64                                                             |
| 2014                                                           | 168                                                            | 49                                                             | 89                                                             |
| 2015                                                           | 230                                                            | 66                                                             | 105                                                            |
| 2016                                                           | 177                                                            | 48                                                             | 57                                                             |
| 2017                                                           | 182                                                            | 52                                                             | 94                                                             |
| 2018                                                           | 170                                                            | 67                                                             | 53                                                             |
| 2019                                                           | 195                                                            | 45                                                             | 71                                                             |
| 2020                                                           | 104                                                            | 45                                                             | 28                                                             |
| 2021                                                           | -                                                              | -                                                              | -                                                              |
| 2022                                                           | 262                                                            | 95                                                             | 97                                                             |
| 2023                                                           | 175                                                            | 74                                                             | 67                                                             |
| 2024                                                           | 183                                                            | 71                                                             | 66                                                             |

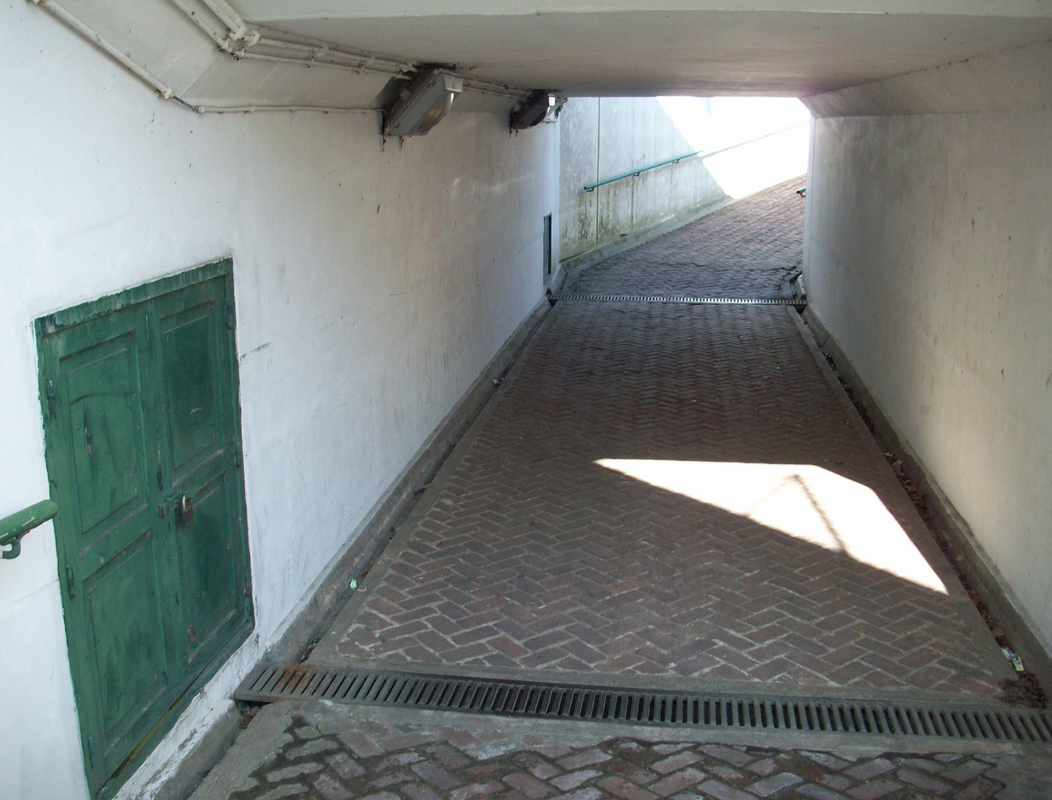
Souterrain.
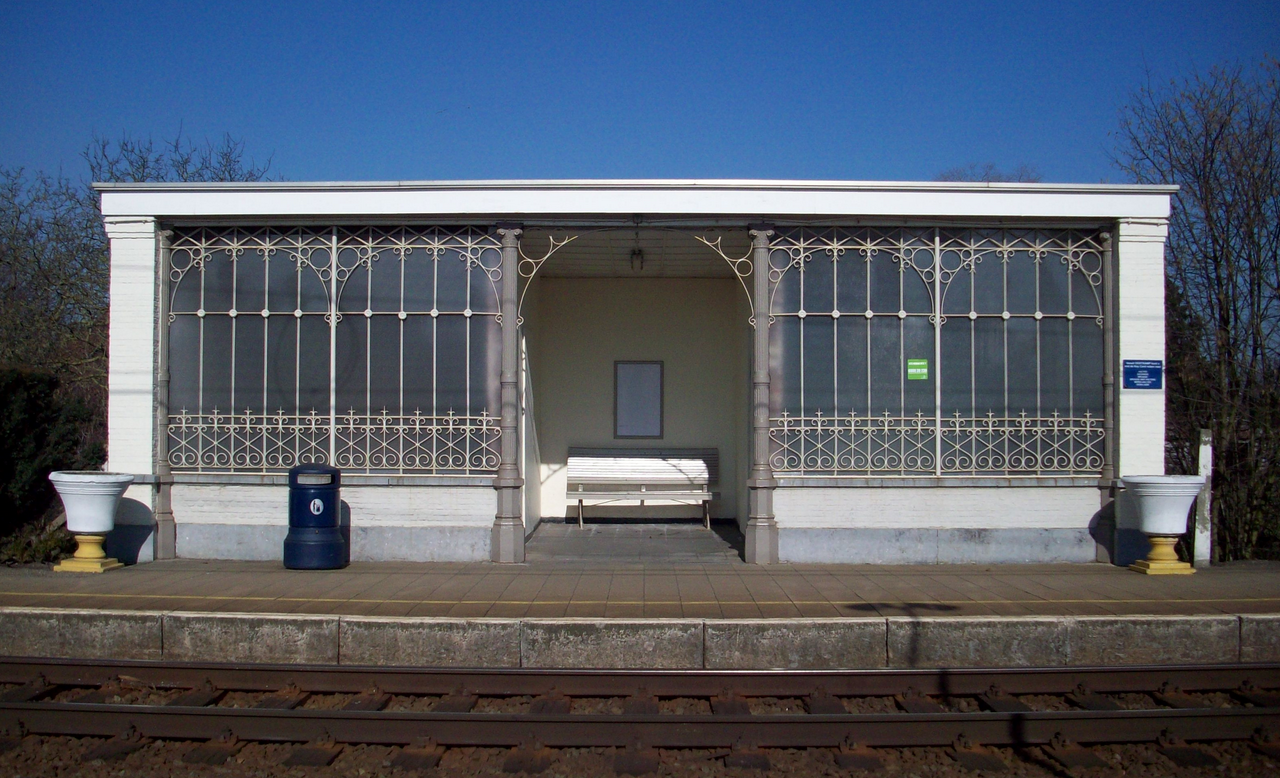
Abri de quai.
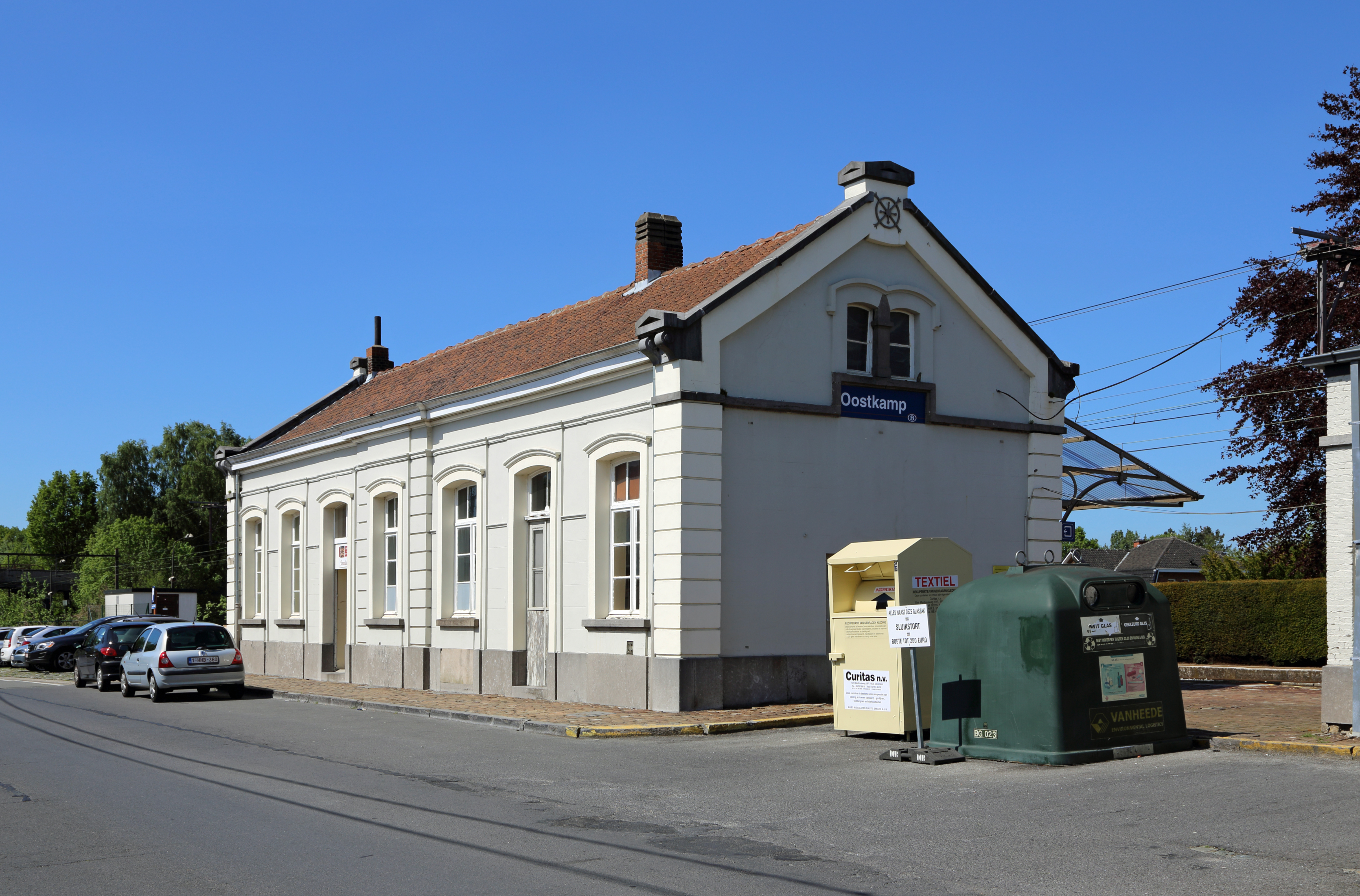
Bâtiment.
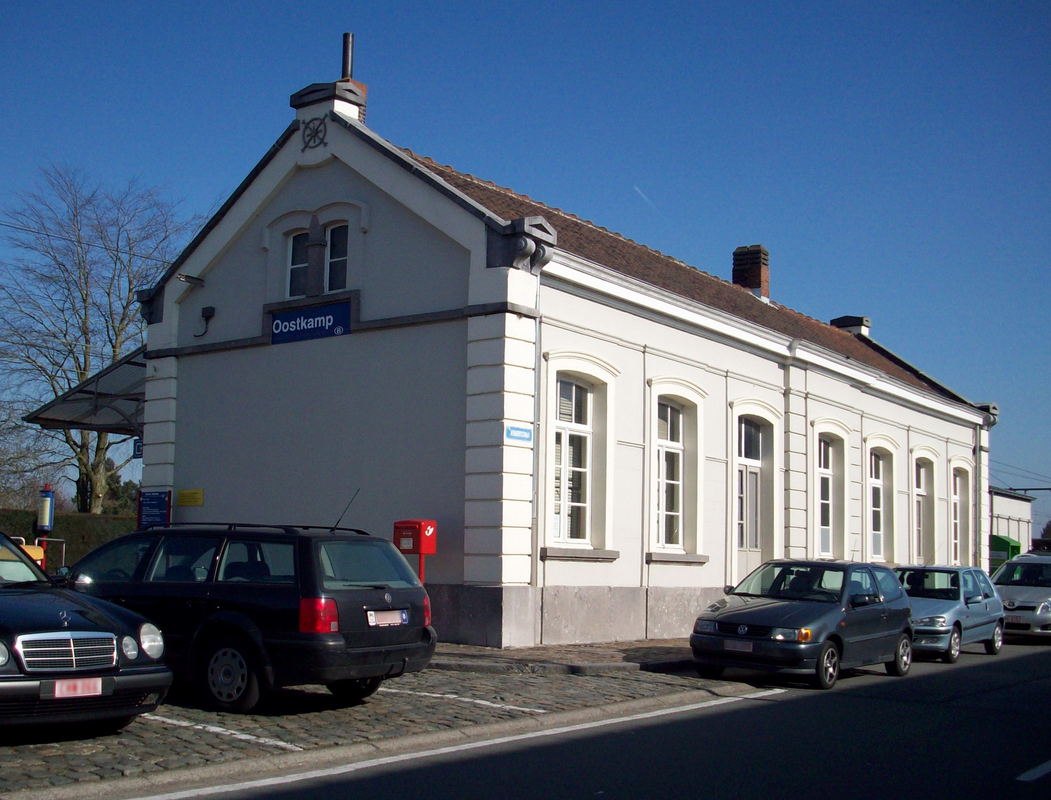
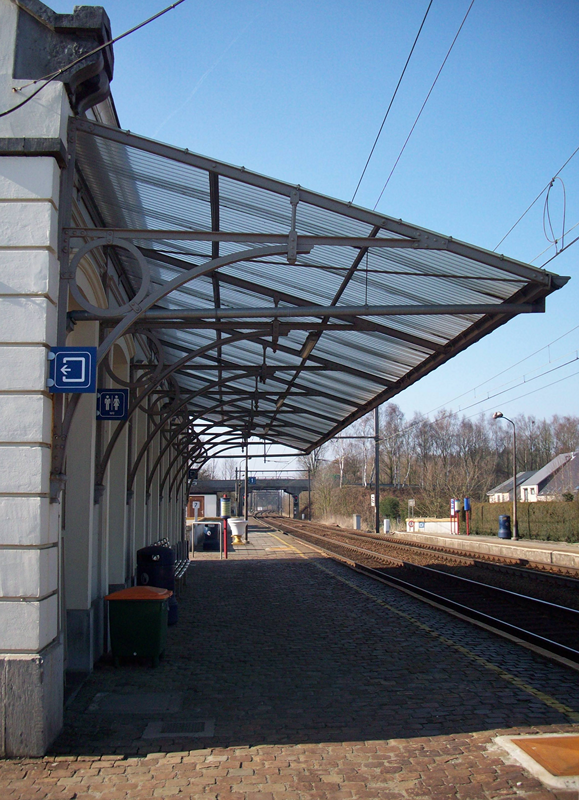
Voies, quais et auvent.

## Projet et travaux
Dans le cadre du doublement de la ligne, l'arrêt d'Oostkamp va être totalement réaménagé. Il est notamment prévu de déplacer le bâtiment et l'abri de quai, tous deux classés (le déplacement annoncé en 2012 a consisté en une démolition et une reconstruction à l'identique, terminée en 2021).